# Ruda-Opalin
Ruda-Opalin je vesnice v Polsku, ležící v lublinském vojvodství, nedaleko Chełmu. V letech 1975–1998 spadala administrativně do dnes již neexistujícího chelmského vojvodství.
Ve vesnici se nachází ruiny někdejší sklářské hutě, je zde také již nečinná železniční stanice na trati Chełm-Włodawa.
V roce 1940 založili Němci v obci pracovní tábor pro polské Židy. Pobývalo v něm průměrně 1500 osob, které v okolí obce prováděly meliorační práce .